# Lepidopilum armatum
Lepidopilum armatum är en bladmossart som beskrevs av Mitten 1869. Lepidopilum armatum ingår i släktet Lepidopilum och familjen Daltoniaceae. Inga underarter finns listade i Catalogue of Life.